# Maurício Calixto
Maurício Calixto da Cruz, ou apenas Maurício Calixto, (Arcos, 23 de abril de 1949 – Porto Velho, 16 de abril de 2018) foi um advogado, jornalista, empresário e político brasileiro, outrora deputado federal por Rondônia.

## Dados biográficos
Filho de Mário Calixto da Cruz e Margarida do Carmo Cruz. Advogado formado em 1978 pela Faculdade de Mogi das Cruzes, mudou-se para Rondônia onde atuou como jornalista e empresário, neste último caso à frente de veículos como  Rádio Eldorado e O Estadão do Norte, fundados em sociedade com seu irmão, Mário Calixto Filho.
Candidato a deputado estadual pelo PDS em 1982 e pelo PFL em 1986, não obteve sucesso. Nomeado membro do Conselho Regional de Desportos em fevereiro de 1987 pelo governador Ângelo Angelim, assumiu a presidência do órgão. Eleito deputado federal via PTB em 1990, votou contra o impeachment de Fernando Collor em 1992. De volta ao PFL, perdeu a eleição para senador em 1994, serviu ao governo Valdir Raupp como secretário de Administração e diretor-geral do Departamento Estadual de Trânsito a partir do ano seguinte.
Faleceu em Porto Velho, vítima de problemas renais.